# Belligobio nummifer
Belligobio nummifer är en fiskart som först beskrevs av Boulenger, 1901.  Belligobio nummifer ingår i släktet Belligobio och familjen karpfiskar. Inga underarter finns listade.